# Stelis perpulchra
Stelis perpulchra är en biart som beskrevs av Crawford 1916. Stelis perpulchra ingår i släktet pansarbin, och familjen buksamlarbin. Inga underarter finns listade i Catalogue of Life.